# История одной любви (фильм, 1942)
«История одной любви» (итал. Una storia d'amore) — чёрно-белая мелодрама режиссёра Марио Камерини снятая в 1942 году по мотивам романа «Жизнь начинается» американской писательницы Мэри МакДугал Аксельсон.

## Сюжет
Однажды Джанни, честный и скромный парень, встречает Анну, девушку с сомнительным прошлым. Впрочем, о её прошлом он не расспрашивает, он влюблён в неё, такую как она есть, сегодняшнюю, настоящую. А в настоящем она — милая, красивая, добропорядочная и работящая. Несмотря на некоторые финансовые трудности, они счастливы в браке, Анна готовится стать матерью…
Однако прошлое всё же настигает её. Негодяй, знающий о тайне её жизни и желающий овладеть несчастной женщиной, шантажирует Анну. В состоянии аффекта она убивает его. Её приговаривают к десяти годам лишения свободы, и в тюрьме она рожает девочку. Во время трудных родов Анна умирает, оставив мужу ребёнка в качестве плода их несчастной любви.

## В ролях
- Ася Норис — Анна Роберти
- Пьеро Лулли — Джанни Кастелли
- Карло Кампанини[англ.] — Агостино
- Гуидо Нотари — г-н Федерико Феррери
- Диа Кристиани — Клара
- Эмма Барон — медсестра в клинике
- Антонио Баттистелла — Энрико Бандуччи, свидетель
- Марчелло Мастроянни — эпизод (в титрах не указан)

## О фильме
Фильм, представленный в конкурсе Венецианского кинофестиваля 1942 года, является вариацией на тему романа «Жизнь начинается» американской писательницы Мэри МакДугал Аксельсон, до этого экранизированный в Голливуде уже дважды: в 1932 году — «Жизнь начинается» с Лореттой Янг в главной роли, и в 1939 году — «Рождение ребёнка» с Джеральдиной Фицджеральд.
Это была первая попытка возродить в качестве драматической актрисы Асю Норис, чьё имя неразрывно связано с комедиями Камерини 1930-х годов. И хотя Ася Норис справилась с ролью превосходно, всё же популярность актрисы в этот период была уже на спаде, а в послевоенные годы она и вовсе уйдёт из кинематографа, уступив место новым именам, пришедшим на волне неореалистических картин.

## Номинации
- Номинация на «Кубок Муссоллини» на Международном кинофестивале в Венеции (1942)[1].